# Abebe Aemro Selassie
Abebe Aemro Selassie, né en Éthiopie, est le directeur du département Afrique du Fonds monétaire international (FMI) englobant 45 pays d'Afrique subsaharienne partenaire.

## Biographie

### Formation
Abebe Aemro Selassie passe une licence en économie à la City of London Polytechnic et obtient une maîtrise en histoire économique à London School of Economics,,.

### Carrière de conseiller politique
Il travaille à Economist Intelligence Unit, le centre de recherche du journal The Economist à Londres, puis comme conseiller principal en économie au bureau du président du gouvernement Éthiopien.

### Carrière au FMI
En 1994, il intègre le FMI. Il travaille sur des programmes de prêt avec la Turquie, la Thaïlande, la Roumanie et l'Estonie. Pendant un temps, il est représentant résident principal du FMI en Ouganda. Il est intervenu en Côte d’Ivoire, au Ghana, au Kenya, au Burkina Faso. Pendant l'épidémie Ebola, il a également œuvré pour la Guinée Conakry, le Liberia et le Sierra Leone.
Puis, pendant la crise de la dette de la zone euro, il devient chef de mission pour l'Afrique du Sud et le Portugal,.
Par la suite, il devient directeur général adjoint du département Afrique.
Le 19 septembre 2016, il est nommé directeur Afrique du FMI par Christine Lagarde, succédant ainsi à Antoinette Sayeh,,,.